# Osmistěn
Pravidelný osmistěn (oktaedr) je trojrozměrné těleso v prostoru, jehož stěny tvoří 8 stejných rovnostranných trojúhelníků. Má 6 rohů a 12 hran. Patří mezi mnohostěny, speciálně mezi takzvaná platónská tělesa.
Osmistěn je zvláštní případ čtyřbokého dvojjehlanu.
Výpočet pro výšku osmistěnu (nejkratší vzdálenost protilehlých trojúhelníků): {\displaystyle 2\cdot {\sqrt {{\biggl (}{\frac {1}{2}}a{\biggr )}^{2}-{\biggl (}{\frac {1}{3}}a{\biggr )}^{2}}}}
| d=2  | trojúhelník | čtverec                     | šestiúhelník                              | pětiúhelník               |
| d=3  | jehlan      | krychle, oktaedr            | krychloktaedr, kosočtverečný dvanáctistěn | dvanáctistěn, dvacetistěn |
| d=4  | 5nadstěn    | teserakt, 16nadstěn         | 24nadstěn                                 | 120nadstěn,600nadstěn     |
| d=5  | 5simplex    | penterakt, 5ortoplex        |                                           |                           |
| d=6  | 6simplex    | hexerakt, 6ortoplex         |                                           |                           |
| d=7  | 7simplex    | hepterakt, 7ortoplex        |                                           |                           |
| d=8  | 8simplex    | okterakt, 8ortoplex         |                                           |                           |
| d=9  | 9simplex    | ennerakt, 9ortoplex         |                                           |                           |
| d=10 | 10simplex   | dekerakt, 10ortoplex        |                                           |                           |
| d=11 | 11simplex   | hendekerakt, 11ortoplex     |                                           |                           |
| d=12 | 12simplex   | dodekerakt, 12ortoplex      |                                           |                           |
| d=13 | 13simplex   | triskaidekerakt, 13ortoplex |                                           |                           |
| d=14 | 14simplex   | tetradekerakt, 14ortoplex   |                                           |                           |
| d=15 | 15simplex   | pentadekerakt, 15ortoplex   |                                           |                           |
| d=16 | 16simplex   | hexadekerakt, 16ortoplex    |                                           |                           |
| d=17 | 17simplex   | heptadekerakt, 17ortoplex   |                                           |                           |
| d=18 | 18simplex   | oktadekerakt, 18ortoplex    |                                           |                           |
| d=19 | 19simplex   | ennedekerakt, 19ortoplex    |                                           |                           |
| d=20 | 20simplex   | ikosarakt, 20ortoplex       |                                           |                           |